# 1987 en musique
| \| • Retour à la chronologie générale de la musique populaire • \| |
| XXIe siècle • XXe siècle • XIXe siècle • XVIIIe siècle XVIIe siècle • XVIe siècle • XVe siècle • XIVe siècle XIIIe siècle • XIIe siècle • XIe siècle • Xe siècle IXe siècle • VIIIe siècle • Haut Moyen Âge • Rome • Grèce |
| • Retour à la chronologie générale de la musique populaire • |

| • Retour à la chronologie générale de la musique populaire • |

| Années de la musique populaire : 1984 - 1985 - 1986 - 1987 - 1988 - 1989 - 1990    |
| Décennies de la musique populaire : 1950 - 1960 - 1970 - 1980 - 1990 - 2000 - 2010 |

Cet article présente les faits marquants de l'année 1987 en musique.

## Faits marquants

### En France
- 49 millions de singles[1] et environ 58 millions d'albums[2] sont vendus en France en 1987.
- Premiers succès de Vanessa Paradis (Joe le taxi), Patricia Kaas (Mademoiselle chante le blues), David Hallyday (He's my girl) et Les Innocents (Jodie).
- Michel Sardou se produit au Palais des congrès de Paris du 9 janvier au 1er mars.
- 3 mai : Dalida se suicide dans sa maison de Montmartre.
- Lio crée la polémique en se produisant enceinte de cinq mois à l’Olympia.
- Johnny Hallyday se produit à Bercy pour la première fois, du 15 septembre au 4 octobre.
- France Gall se produit au Zénith de Paris du 12 novembre au 6 décembre.
- Succès européen de plusieurs titres francophones : Joe le taxi, Voyage voyage, Ella elle l'a, C'est la ouate, Étienne…
- Investie dans la lutte contre le Sida, Barbara écrit Sid'amour à mort et met des corbeilles de préservatifs à disposition du public lors de ses concerts.

### Dans le monde
- Dix ans après l'accident d'avion qui avait endeuillé le groupe, les membres survivants de Lynyrd Skynyrd se réunissent pour une tournée hommage qui, devant le succès rencontré, signera le retour définitif du groupe. Cette  "reformation" donnera aussi le coup d'envoi d'une cascade de réunions de groupes de rock US des années 1970 qui s'étaient séparés dans les années 80 ou à la fin des seventies.
- Premiers succès de Kylie Minogue (The Loco-Motion), Guns N' Roses (Welcome to the jungle) et Chris Isaak (Blue hotel).
- Madonna lance sa première tournée mondiale, le Who's that girl Tour. Au Parc de Sceaux, devant 130.000 spectateurs, elle fait sensation en jetant sa culotte dans le public.
- Michael Jackson commence sa première tournée mondiale en solo, le Bad World Tour. Cinq singles de son album Bad se classent no 1 aux États-Unis.
- George Michael fait scandale avec la chanson I want your sex.
- Naissance de la musique techno à Détroit aux États-Unis. Premières raves parties en Angleterre, après une campagne du gouvernement contre la musique techno et l'ecstasy dans les discothèques.
- Décès de Fred Astaire.

## Disques sortis en 1987
- Albums sortis en 1987
- Singles sortis en 1987

## Succès de l'année en France (Singles)

### Chansons classées Numéro 1
Cette liste présente, par ordre chronologique, tous les titres s'étant classés à la première place du Top 50 durant l'année 1987.
- Elsa : T'en va pas
- Francis Lalanne : On se retrouvera
- Licence IV : Viens boire un p'tit coup à la maison
- Madonna : La isla bonita
- Vanessa Paradis : Joe le taxi
- Los Lobos : La bamba

### Chansons francophones
Cette liste présente, par ordre alphabétique, tous les titres francophones s'étant classés parmi les 10 premières places du Top 50 durant l'année 1987.
- Bernard Lavilliers : Noir et blanc
- Blues Trottoir : Un soir de pluie
- Caroline Loeb : C'est la ouate
- Christine Roque : Premiers frissons d’amour
- Corynne Charby : Pile ou face
- David et Jonathan : Bella vita
- Desireless : Voyage, Voyage
- Dorothée : Maman
- Elsa : T'en va pas
- Emmanuelle : Premier baiser
- Emmanuelle: Rien que toi pour m’endormir
- France Gall : Ella, elle l'a
- Francis Cabrel : Il faudra leur dire
- Francis Lalanne : On se retrouvera
- Gérard Blanc : Une autre histoire
- Gold : Laissez-nous chanter
- Gold : Calicoba
- Graziella de Michele : Le pull-over blanc
- Guesch Patti : Étienne
- Herbert Léonard : Quand tu m’aimes
- Images : Corps à corps
- Images : Le cœur en exil
- Jean-Jacques Goldman : La Vie par procuration
- Jean-Jacques Goldman : Elle a fait un bébé toute seule
- Jean-Jacques Goldman et Sirima : Là-bas
- Jeanne Mas : Sauvez-moi
- Johnny Hallyday et Carmel : J'oublierai ton nom
- Johnny Hallyday : Je te promets
- Johnny Hallyday : Laura
- Kazero : Thaï na na
- Léopold Nord et Vous : C'est l'amour
- Les Rita Mitsouko : C'est comme ça
- Licence IV : Viens boire un p'tit coup à la maison
- Lio : Fallait pas commencer
- Luna Parker : Tes états d'âme... Éric
- Marie Myriam : Tout est pardonné
- Michel Sardou : Musulmanes
- Michel Sardou : Tous les bateaux s’envolent
- Mylène Farmer : Tristana
- Mylène Farmer : Sans contrefaçon
- Nacash : Elle imagine
- Niagara : Quand la ville dort
- Phil Barney : Un enfant de toi
- Philippe Cataldo : Les Divas du dancing
- Philippe Lavil et Jocelyne Béroard : Kolé séré
- Philippe Russo : Magie noire
- Pierre Bachelet : Vingt ans
- Raft : Yaka dansé
- Vanessa Paradis : Joe le taxi

### Chansons non francophones
Cette liste présente, par ordre alphabétique, tous les titres non francophones s'étant classés parmi les 10 premières places du Top 50 durant l'année 1987.
- Berlin : Take My Breath Away
- Carmel : Sally
- Chris Rea : Josephine
- Cyndi Lauper : Change of Heart
- Europe : The Final Countdown
- Europe : Rock the Night
- Ferry Aid : Let It Be
- Gipsy Kings : Bamboléo et Djobi, Djoba
- Johnny Clegg & Savuka : Scatterlings of Africa
- Los Lobos : La bamba
- Madonna : True Blue
- Madonna : La isla bonita
- Madonna : Who's That Girl
- Michael Jackson : Bad
- Nick Kamen : Each Time You Break My Heart
- Off : Electric Salsa
- Rick Astley : Never Gonna Give You Up
- Samantha Fox : Nothing's Gonna Stop Me Now
- Status Quo : In the army now
- The Communards : Don't Leave Me This Way
- Tina Charles : I Love to Love
- U2 : With or Without You

## Succès de l'année en France (Albums)
Cette liste présente, par ordre alphabétique, les albums sortis en 1987 ayant obtenu une certification Platine ou Diamant en France.

### Disques de diamant (Plus d'un million de ventes)
- Dirty Dancing
- France Gall : Babacar
- Francis Cabrel : Cabrel 77-87
- Jean-Jacques Goldman : Entre gris clair et gris foncé
- Johnny Clegg : Third World Child
- Michael Jackson : Bad

### Doubles disques de platine (Plus de 600.000 ventes)
- Charles Aznavour : 20 chansons d’or
- Claude François : 10 ans déjà
- George Michael : Faith
- Madonna : Who's That Girl
- Midnight Oil : Diesel and Dust
- Sting : ...Nothing Like the Sun
- U2 : The Joshua Tree

### Disques de platine (Plus de 300.000 ventes)
- Chris Isaak : Chris Isaak
- Claude Nougaro : Nougayork
- Cock Robin : After here through midland
- Depeche Mode : Music for the Masses
- François Feldman : Vivre, vivre
- INXS : Kick
- Jean-Michel Jarre : En concert Houston-Lyon
- Julien Clerc : Les Aventures à l'eau
- Kassav : Vini pou
- La Compagnie créole : Machine à danser
- Madonna : You Can Dance
- Michel Sardou : Musulmanes
- Otis Redding : The Best of
- Pierre Bachelet : Vingt ans
- Pink Floyd : A Momentary Lapse of Reason
- Serge Gainsbourg : You're Under Arrest
- Serge Gainsbourg : Master série, volume 1
- Terence Trent D'Arby : Introducing the Hardline According to Terence Trent D'Arby
- Whitney Houston : Whitney
- William Sheller : Master Série

## Succès internationaux de l’année
Cette liste présente, par ordre alphabétique, les trente titres et albums ayant eu le plus de succès dans les charts internationaux en 1987,.

### Singles
- Aretha Franklin & George Michael : I Knew You Were Waiting (For Me)
- Bee Gees : You Win Again
- Bill Medley & Jennifer Warnes : (I've Had) The Time of My Life
- Bon Jovi : Livin' on a Prayer
- Club Nouveau : Lean on Me
- Crowded House : Don't Dream It's Over
- Dusty Springfield & Pet Shop Boys : What Have I Done to Deserve This?
- George Michael : Faith
- George Michael : I Want Your Sex
- George Harrison : Got My Mind Set on You
- Glenn Medeiros : Nothing's Gonna Change My Love for You
- Heart : Alone
- Jefferson Starship : Nothing's Gonna Stop Us Now
- Kim Wilde : You Keep Me Hangin' On
- Los Lobos : La bamba
- Madonna : La isla bonita
- Madonna : Open Your Heart
- Madonna : Who's That Girl
- MARRS : Pump Up the Volume
- Mel & Kim : Respectable
- Michael Jackson & Siedah Garrett : I Just Can't Stop Loving You
- Michael Jackson : Bad
- Pet Shop Boys : It's a Sin
- Rick Astley : Never Gonna Give You Up
- Robbie Nevil : C'est la vie
- Terence Trent D'Arby : Wishing Well
- U2 : With or Without You
- U2 : I Still Haven't Found What I'm Looking For
- U2 : Where the Streets Have No Name
- Whitney Houston : I Wanna Dance with Somebody (Who Loves Me)

### Albums
- Alison Moyet : Raindancing
- Bee Gees : ESP
- Bruce Springsteen : Tunnel of Love
- Bryan Adams : Into the Fire
- Crowded House : Crowded House
- Def Leppard : Hysteria
- Depeche Mode : Music for the Masses
- Dirty Dancing
- Fleetwood Mac : Tango in the Night
- George Harrison : Cloud Nine
- George Michael : Faith
- Guns n' Roses : Appetite for Destruction
- Heart : Bad Animals
- John Cougar Mellencamp : The Lonesome Jubilee
- Los Lobos : La Bamba
- Madonna : Who's That Girl
- Madonna : You Can Dance
- Michael Jackson : Bad
- Pet Shop Boys : Actually
- Pink Floyd : A Momentary Lapse of Reason
- Prince : Sign o' the Times
- R.E.M. : Document
- Simply Red : Men & Women
- Sting : ...Nothing Like the Sun
- Suzanne Vega : Solitude Standing
- Terence Trent D'Arby : Introducing the Hardline According to Terence Trent D'Arby
- The Cure : Kiss Me, Kiss Me, Kiss Me
- U2 : The Joshua Tree
- Whitesnake : Whitesnake
- Whitney Houston : Whitney

## Récompenses
- États-Unis : 30e cérémonie des Grammy Awards
- États-Unis : American Music Awards 1987 (en)
- États-Unis : 1987 MTV Video Music Awards (en)
- Europe : Concours Eurovision de la chanson 1987
- France : 3e cérémonie des Victoires de la musique
- Québec : 9e gala des prix Félix

## Formations et séparations de groupes
- Groupe de musique formé en 1987
- Groupe de musique séparé en 1987

## Naissances
- 3 février : Elvana Gjata, chanteuse albanaise
- 4 février : Lucie Bernardoni, autrice-compositrice-interprète française
- 7 février : Kerli, chanteuse estonienne
- 1er mars : Kesha, chanteuse américaine
- 5 mars : Jarod, rappeur français
- 24 avril : Sultan, rappeur français
- 9 mars : Bow Wow, rappeur américain
- 14 mars : Emji, autrice-compositrice-interprète française
- 10 avril : Hayley Westenra, soprano néo-zélandaise
- 11 avril : Joss Stone, chanteuse britannique
- 27 mai : Bas, rappeur et parolier américano-soudanais
- 17 juin : Kendrick Lamar, rappeur, chanteur, parolier, réalisateur artistique et acteur
- 2 juillet : 
  - Deen Burbigo, rappeur français
  - Faty, autrice-compositrice béninoise
- 6 juin : Keizer, rappeur néerlandais
- 7 juillet : Gaël Faure, chanteur et auteur-compositeur français
- 9 juillet : Niro, rappeur et chanteur français
- 26 juillet : 03 Greedo, rappeur américain
- 8 septembre : Wiz Khalifa, rappeur et acteur américain
- 28 septembre : Hilary Duff, chanteuse américaine
- 2 octobre : Shado Chris, beatmaker, rappeur, producteur et acteur ivoirien.
- 4 novembre : T.O.P, rappeur et acteur sud-coréen
- 5 novembre : Kevin Jonas, chanteur américain
- 16 décembre : Hayce Lemsi, rappeur franco-algérien
- 26 décembre : Francko, rappeur camerounais

## Décès
- 3 avril : Sami El Djazairi, chanteur algérien
- 3 mai : Dalida, chanteuse française
- 22 juin : Fred Astaire, chanteur américain
- 11 septembre : Peter Tosh, musicien de ska et de reggae jamaïcain
- 21 septembre : Jaco Pastorius, bassiste de jazz américain